# Knooppunt Ridderkerk

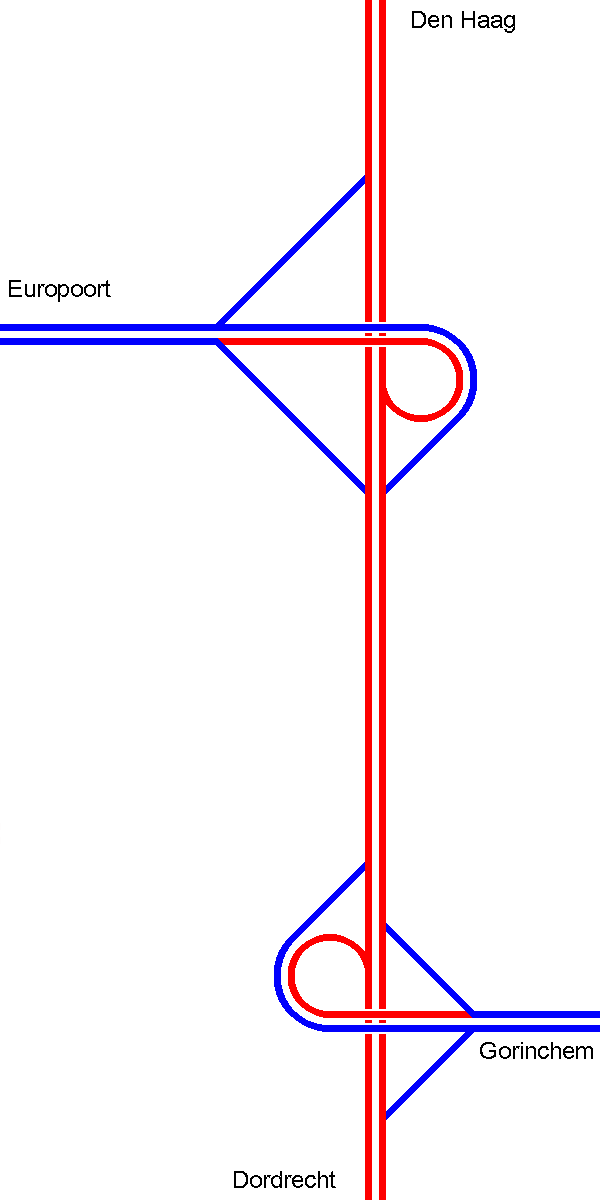
Figuur 1: knooppunt Ridderkerk omstreeks 1974

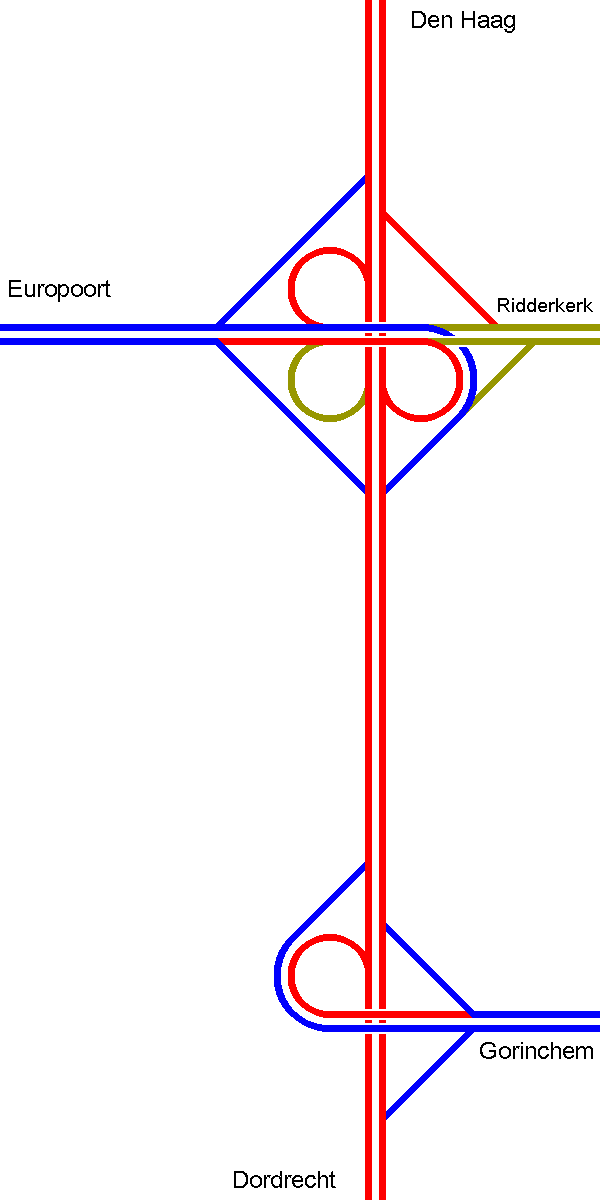
Figuur 2: knooppunt Ridderkerk omstreeks 1980

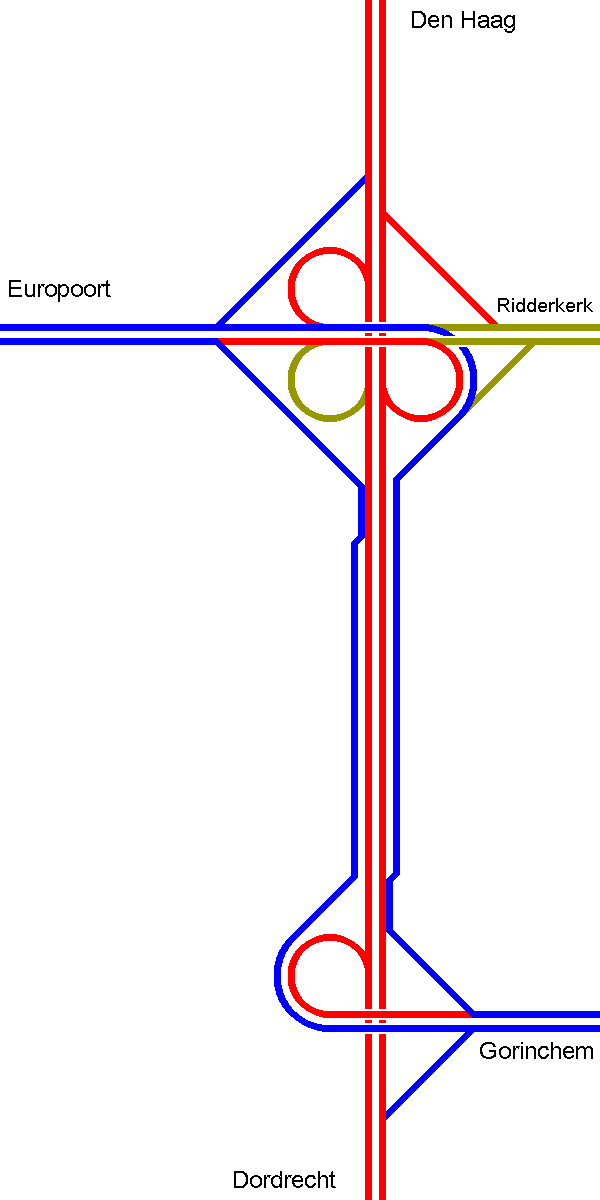
Figuur 3: knooppunt Ridderkerk omstreeks 1988

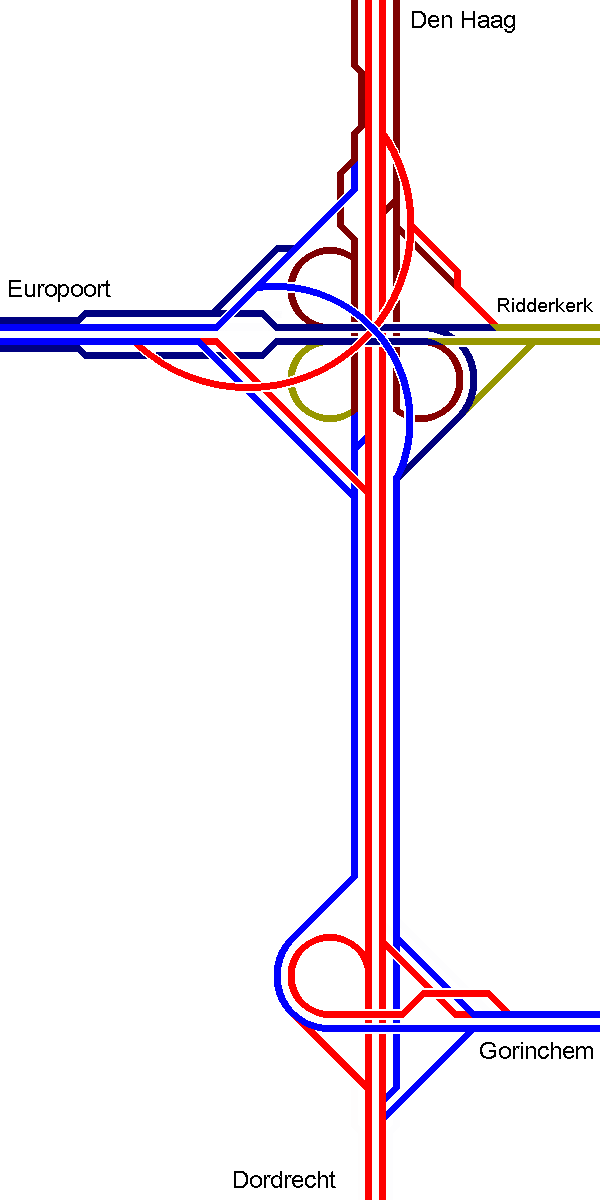
Figuur 4: knooppunt Ridderkerk omstreeks 2000

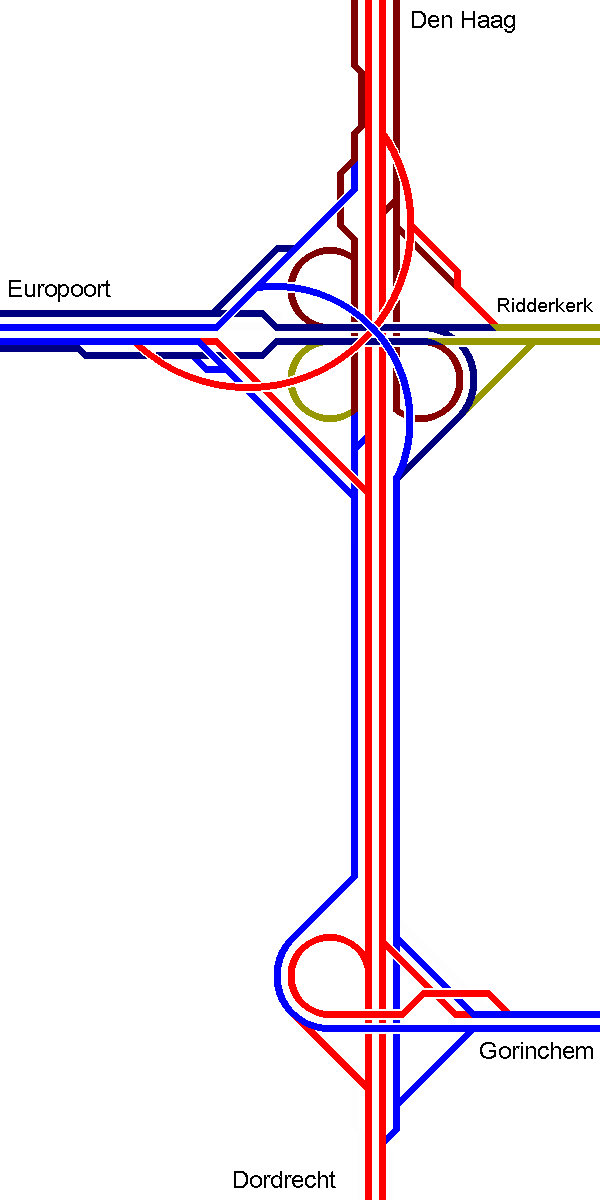
Figuur 5: knooppunt Ridderkerk omstreeks 2014

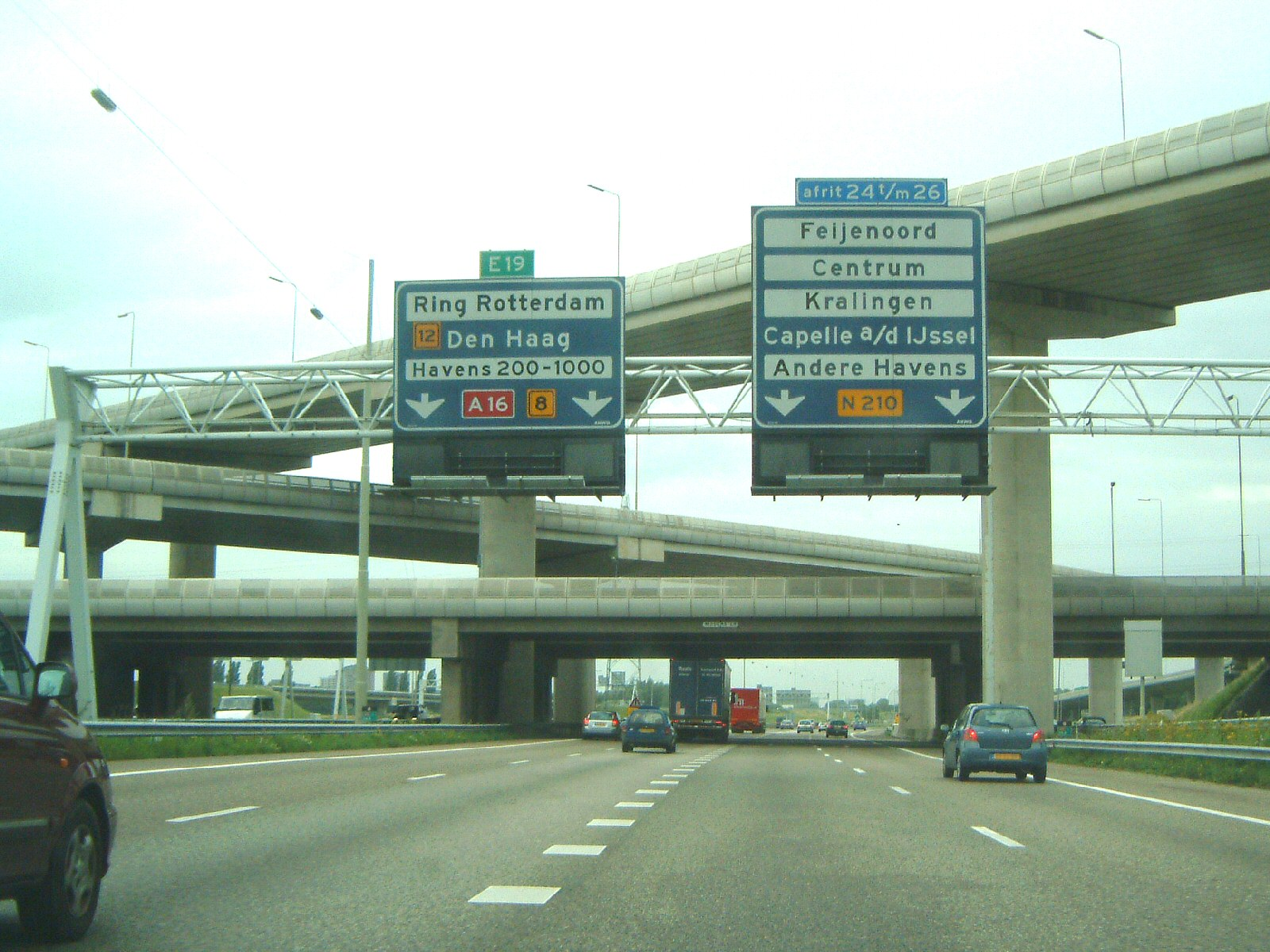
Kruising op vier niveaus

Het Knooppunt Ridderkerk is een verkeersknooppunt in Ridderkerk en voor een gedeelte in Rotterdam, in de Nederlandse provincie Zuid-Holland. Het ligt aan de zuidoostpunt van de Ring Rotterdam. De A15 (west-oost) voegt zich hier bij de A16 (noord-zuid), loopt twee kilometer gelijk op, en splitst zich dan weer af. Hierdoor zijn er twee knooppuntconstructies nodig. Deze vormen echter één samengesteld knooppunt. Het verkeer moet vóór het knooppunt kiezen voor snelweg en richting. De officiële naam van het knooppunt is Ridderster.

## Huidige situatie
De situatie rond knooppunt Ridderkerk is als volgt.
| Aansluitende wegen (Noord)                                     | Aansluitende wegen (Noord) | Aansluitende wegen (Noord)           | Aansluitende wegen (Noord) | Aansluitende wegen (Noord) |
| -------------------------------------------------------------- | -------------------------- | ------------------------------------ | -------------------------- | -------------------------- |
|                                                                |                            | richting Prins Alexander (Rotterdam) |                            | richting Ridderkerk        |
|                                                                |                            |                                      |                            |                            |
| richting Barendrecht / Rotterdam-Zuid / Europoort / Maasvlakte |                            |                                      |                            |                            |
|                                                                |                            |                                      |                            |                            |
|                                                                |                            |                                      |                            | Knooppunt Ridderkerk zuid  |

| Aansluitende wegen (Zuid)  | Aansluitende wegen (Zuid)                              | Aansluitende wegen (Zuid) | Aansluitende wegen (Zuid) | Aansluitende wegen (Zuid)                  |
| -------------------------- | ------------------------------------------------------ | ------------------------- | ------------------------- | ------------------------------------------ |
| Knooppunt Ridderkerk noord |                                                        |                           |                           |                                            |
|                            |                                                        |                           |                           |                                            |
|                            | richting Dordrecht / Gorinchem / Geldermalsen / Bemmel |                           |                           |                                            |
|                            |                                                        |                           |                           |                                            |
|                            |                                                        |                           |                           | richting Dordrecht / Breda / Antwerpen (B) |

Het dubbelknooppunt kan het best opgevat worden als één knooppunt met vijf richtingen.

## Geschiedenis
Aanvankelijk bestond het knooppunt Ridderkerk uit twee afzonderlijke knooppunten. Hiertussen lag een stuk snelweg met 2x3 rijstroken. Het zuidelijke knooppunt komt al voor op wegenkaarten uit de vroege jaren 50. Het noordelijke knooppunt werd kort na de Oliecrisis van 1973 geopend, tegelijk met de A15 Ridderkerk - Vaanplein (zie figuur 1). De oorspronkelijke trompetknooppunten zijn nog herkenbaar als grondvorm.

### Knelpunt Ridderkerk, deel 1
Tussen de twee knooppunten kwam het verkeer van twee snelwegen bij elkaar. In het begin ging dat nog best, maar het verkeer werd steeds drukker. Vooral na de opening van de Drechttunnel in 1977. In de ochtendspits stond dagelijks een file voor de Van Brienenoordbrug.
Deze file sloeg door op het gezamenlijke weggedeelte, en daardoor ook op de A15. Verkeer vanuit Gorinchem richting Europoort, dat niet over de brug hoefde, stond toch in de file. In de avondspits deed hetzelfde probleem zich voor in de andere richting. Voor een deel ontstond deze door een file voor de Brug over de Noord, welke toen nog een onderdeel vormde van de A15.
Het samenvoegen van de A15 (twee rijstroken) en de A16 (drie rijstroken) gaf ook problemen. Het gezamenlijke weggedeelte had namelijk slechts drie rijstroken. Bovendien kwamen hier ook twee aansluitingen voor Ridderkerk op uit. Op een korte afstand was er daardoor veel in- en uitvoegend verkeer dat elkaar moest kruisen. Dat gaf steeds meer problemen en de files werden steeds langer. De naam Knelpunt Ridderkerk was snel geboren.

### Nieuwe aansluiting Ridderkerk
Het noordelijke knooppunt kreeg een vierde richting voor de nieuwe aansluiting Ridderkerk middels de Rijksweg 38. Zo ontstond de vorm in figuur 2: een klaverblad met drie bladen. De bestaande trompetboog bediende de vierde richting. In 1979 of 1980 werd het knooppunt in deze vorm geopend en Ridderster gedoopt. De oude aansluitingen naar Ridderkerk werden gesloten en afgebroken. De ruimte was nodig voor wegverbreding. Het werk hieraan was al in volle gang.

### Wegverdubbeling
De A15 werd aan weerszijden van de A16 parallel doorgetrokken. Sindsdien kan alleen bij de eerste knoop (in beide richtingen) naar de A16 worden afgeslagen. Bij de tweede knoop werd de A15 over de A16 heen geleid via de bestaande trompetboog. De A16 kwam in het midden te liggen, en verloor in beide richtingen zijn aansluiting op de tweede knoop. Alleen bij de eerste knoop kan nog worden afgeslagen naar de A15.
Zo ontstond de situatie in figuur 3. Verkeer op de A15 hoefde niet meer in de file voor de Van Brienenoordbrug te staan. De A15 haalt de A16 rechts in, was de gedachte. Maar het verkeer werd steeds drukker. De problemen waren dan ook nog niet voorbij.

### Knelpunt Ridderkerk, deel 2
De oorzaak van de problemen lag deels in de uitvoering van de reconstructie. Al dan niet vanwege bezuinigingen, was gekozen voor weefvakken om het verkeer tussen beide knopen van richting te laten wisselen. Daarbij waren de vier rijbanen elk drie rijstroken breed. Ook dat was te krap.
Bovendien bleef de Van Brienenoordbrug een flessenhals voor het verkeer. Over verbreding van deze brug werd al lang gepraat, diverse varianten passeerden de revue, maar het kwam niet tot een besluit. Het gevolg was dat de files bleven, al kon het verkeer op Rijksweg 15 met veel minder hinder dan voorheen doorrijden.

### Van Brienenoordcorridor
Midden jaren tachtig werd de knoop doorgehakt. De Van Brienenoordbrug zou worden verdubbeld. In samenhang daarmee zou het knooppunt Ridderkerk wederom worden gereconstrueerd. In 1986 begonnen de werkzaamheden.
Als eerste werd de bypass aangelegd bij de zuidknoop. Zo kon het verkeer richting Breda tijdelijk over de rijbaan van de A15 worden geleid, om via de bypass alsnog op de A16 te komen. Deze bypass bestaat nog steeds. Tevens werden er vlechtwerken gebouwd ter vervanging van de weefvakken. De vier rijbanen werden verbreed naar elk vier rijstroken.
Gaandeweg werd in 1989 de nieuwe overspanning voor de Van Brienenoord ingevaren en op haar plaats gelegd. In 1990 werd de nieuwe overspanning in gebruik genomen. De twee fly-overs in de noordelijke knoop, waaraan al lang werd gewerkt, werden in de jaren daarna geopend. Als eerste de bovenste, die de hoofdbaan van de A15 richting Europoort over het klaverblad heen leidt. Als tweede de onderste, die de hoofdbaan van de A15 vanuit Europoort rechtstreeks verbindt met de hoofdbaan richting Rotterdam (de bewegwijzering vermeldt Utrecht). Sindsdien is de verkeerssituatie sterk verbeterd. Het verkeer wordt nog steeds drukker, maar bij Ridderkerk is weinig ruimte over voor uitbreiding. Deze werd later elders gerealiseerd, in de vorm van een verdubbeling van de Beneluxtunnel. Om knooppunt Ridderkerk in de toekomst te ontlasten is verlenging van de A4 door Midden-Delfland een van de gerealiseerde opties.

## Trivia
- De weg tussen Ridderkerk en het knooppunt (hierboven aangeduid als aansluiting Ridderkerk) heet officieel Rijksweg 38. Het nummer A38 staat niet op de bewegwijzering, maar wel op de hectometerpaaltjes langs de weg.
- Tussen de twee knooppunten ligt het grootste aantal rijstroken van Nederland naast elkaar: op het breedste gedeelte liggen 4+5+4+4 rijstroken (uitvoegstrook meegerekend); totaal 17 rijstroken.
- Het knooppunt Ridderster is de meest uiteengelegde knoop van Europa met een omvang van 86 hectare.[1]

Almere · Amstel · Arnestein · Assen · Azelo · Badhoevedorp · Bankhoef · Batadorp · Beekbergen · Benelux · Beverwijk · Bodegraven ·  Boterdiep ·  Buren · Burgerveen · Coenplein · De Baars · De Hoek · De Hogt · De Nieuwe Meer · De Poel · De Punt · De Stok · Deil · Diemen · Drachten · Drie Klauwen · Eemnes · Ekkersweijer · Emmeloord · Empel · Euvelgunne · Everdingen · Ewijk · Galder · Gooimeer · Gorinchem · Gouwe · Grijsoord · Hattemerbroek · Heerenveen · Hellegatsplein · Het Vonderen · Hintham · Hoevelaken · Hofvliet · Holendrecht · Holsloot · Hoogeveen · Hooipolder · IJmuiden (niet officieel) · Joure · Julianaplein · Kerensheide · Kethelplein · Klaverpolder · Kleinpolderplein · Kooimeer · Kruisdonk · Kunderberg · Lankhorst · Leenderheide · Lunetten · Maanderbroek · Markiezaat · Muiderberg · Neerbosch · Noordhoek · Ommedijk · Oud-Dijk · Oudenrijn · Paalgraven · Princeville · Prins Clausplein · Raasdorp ·  Reitdiep ·  Ressen · Ridderkerk · Rijkevoort · Rijnsweerd · Rottepolderplein · Rozenburg · Sabina · Sint-Annabosch · Stelleplas · Slufter · Ten Esschen · Terbregseplein · Tiglia · Vaanplein · Valburg · Velperbroek · Velsen · Vlaardingen · Vught · Waterberg · Watergraafsmeer · Werpsterhoek · Westerlee · Ypenburg · Zaandam · Zaarderheiken · Zonzeel · Zoomland · Zuidbroek · Zurich

Geplande knooppunten:
De Liemers · Zestienhoven

Voormalige knooppunten:
Bocholtz · Ekkersrijt · Europaplein (Groningen) · Europaplein (Maastricht) · Lindenholt